# Бернадот, Карл Юхан (граф Висборгский)
Карл Юхан Артур Бернадот, граф Висборг (до 1946 года: принц Шведский, герцог Далекарлии; 31 октября 1916, Стокгольм — 5 мая 2012, Энгельхольм) — шведский аристократ, дядя короля Швеции Карла XVI Густава и дядя по материнской линии королевы Дании Маргрете II и королевы Греции Анны-Марии, пятый и младший ребёнок короля Густава VI Адольфа и принцессы Маргариты Коннаутской.

## Браки и дети
Карл Юхан потерял права наследования шведского престола и отказался от всех титулов в 1946 году после женитьбы в Нью-Йорке на женщине, бывшей ниже его по происхождению. Её звали Элин Керстин Маргарета Вийкмарк (Elin Kerstin Margareta Wijkmark[sv; 4 октября 1910 — 11 сентября 1987). Однако, в соответствии с британскими династическими законами, этот брак никак не повлиял на его место в линии наследования британского престола.
Его жена скончалась в 1987 году. Он женился во второй раз 29 сентября 1988 года на Гунилле Мерте Луизе Бусслер (урожд. графиня Вактмейстер аф Йоханнисхус; Gunnila Märta Louise Bussler (Wachtmeister af Johannishus[sv]; 12 мая 1923 — 12 сентября 2016).
Своих детей Карл Юхан не имел. Поэтому он усыновил двоих детей и дал им свою фамилию:
- Моника Кристина Маргарета Бернадот (Monica Kristina Margaretha Bernadotte[sv]; род. 5 марта 1948 года). Вышла замуж 16 января 1976 года за графа Йохана Педера Бонде аф Бьорно (род. 5 мая 1950), развелась в 1997 году. У них трое детей:
  - графиня Эбба Кристина Бонде аф Бьорно (род. 20 октября 1980)
  - графиня Марианна Сесилия Бонде аф Бьорно (род. 29 сентября 1982)
  - граф Карл Йохан Педер Бонде аф Бьорно (род. 14 апреля 1984)
- Кристиан Карл Хеннинг Бернадот (род. 3 декабря 1949). Женат с 13 сентября 1980 на Марианне Дженни (род. 31 января 1958). У них трое детей:
  - Кристина Маргарета София Бернадот (род. 28 мая 1983)
  - Ричард Карл Якоб Бернадот (род. 8 июня 1985)
  - Филипп Карл Уильям Бернадот (род. 18 мая 1988)

## Титулы
Карлу Юхану был присвоен титул графа Висборга Шарлоттой, Великой Герцогиней Люксембургской, 2 июля 1951 года.
Граф Карл Юхан был последним оставшимся в живых правнуком британской королевы Виктории после смерти в 2007 году принцессы Екатерины Греческой и Датской. 29 июня 2011 года он стал самым долгоживущим из всех мужчин — потомков королевы Виктории.
Он был председателем ассоциации шведского дворянства в 1948—1963.